# Кулешов, Павел Павлович
Павел Павлович Кулешов (16 сентября 1923, дер. Новокунаково, Рязанская губерния, РСФСР — 27 июня 2009, Алупка, АР Крым, Украина) — советский танкист, подполковник МВД СССР, участник Великой Отечественной войны, Герой Советского Союза (1944).

## Биография
Родился 16 сентября 1923 года в деревне Новокунаково (ныне — в черте города Луховицы Московской области). После окончания десяти классов школы работал на заводе в Электростали.
В декабре 1941 года был призван на службу в Рабоче-крестьянскую Красную армию, боевое крещение получил на Курской дуге. В 1943 году окончил Горьковское танковое училище. С того же года — на фронтах Великой Отечественной войны.
К июлю 1944 года гвардии младший лейтенант Павел Кулешов командовал танком «Т-34» 63-й гвардейской танковой бригады 10-го гвардейского танкового корпуса 4-й танковой армии 1-го Украинского фронта. Отличился во время освобождения Львовской области Украинской ССР. 21—23 июля 1944 года участвовал в боях на подступах к Львову и непосредственно в самом городе, уничтожив несколько танков, артиллерийских орудий и автомашин, большое количество вражеских солдат и офицеров. Когда его танк был подбит, продолжал сражаться в составе стрелкового подразделения, был ранен, но до окончания боя остался в строю.
Указом Президиума Верховного Совета СССР от 23 сентября 1944 года за «образцовое выполнение боевых заданий командования и проявленные при этом геройство и мужество» младший лейтенант Павел Кулешов был удостоен звания Героя Советского Союза с вручением ордена Ленина и медали «Золотая Звезда» за номером 2034.
Участвовал в Параде Победы. В 1946 году окончил Ленинградскую высшую офицерскую школу. С того же года служил в органах государственной безопасности и внутренних дел.
В 1973 году в звании подполковника был уволен в запас. Проживал в Алупке, работал инспектором отдела кадров в одном из санаториев. В 2000 году ему было присвоено звание генерал-майора Вооружённых Сил Украины. Скончался 27 июня 2009 года, похоронен в Ялте на Старом городском кладбище.
Почётный гражданин Ялты и Каменца-Подольского.
Был также награждён орденами Красного Знамени и Отечественной войны 1-й степени, двумя орденами Красной Звезды, рядом медалей.